# La Ferté-Saint-Cyr
La Ferté-Saint-Cyr è un comune francese di 1 017 abitanti situato nel dipartimento del Loir-et-Cher nella regione del Centro-Valle della Loira.

## Società

### Evoluzione demografica
Abitanti censiti